# José Luis Hurtado Zamudio
José Luis Hurtado Zamudio (Perú, 1 de noviembre de 1944) es un político peruano. Fue diputado por Junín en el breve periodo 1990-1995.

## Biografía
Nació el 1 de noviembre de 1944. Es hermano del excongresista fujimorista Jesús Hurtado Zamudio.

### Diputado
Participó en las elecciones parlamentarias de 1990 como candidato a la a la Cámara de Diputados, en representación del Departamento de Junín, por el partido Cambio 90 de Alberto Fujimori y luego fue elegido como diputado por el departamento de Junín para el periodo parlamentario 1990-1995. Sin embargo, no pudo completar su periodo debido al cierre del Congreso dado por Fujimori el 5 de abril de 1992.